# Retford
Retford – miasto w Anglii w hrabstwie Nottinghamshire, dystrykcie Bassetlaw. Zamieszkuje je 21 314 osób. 
 Retford jest wspomniana w Domesday Book (1086) jako Redford(e).